# 퀘벡 스케이트 링크
퀘벡 스케이트 링크(영어: Quebec Skating Rink)은 캐나다 퀘벡주 퀘벡에 위치한 실내 경기장이다. 과거 NHA 퀘벡 불도그스의 홈경기장으로 사용했다.

## 같이 보기
- 퀘벡 불도그스